# Campagne des Pescadores (1885)
Pour la campagne du même nom qui oppose le Japon à l'empire chinois pendant la première guerre sino-japonaise, voir Campagne des Pescadores (1895).
Guerre franco-chinoise
Batailles
- Expédition du Tonkin
- Sontay
- Bac Ninh
- Bac Le
- Fuzhou
- Keelung
- Tamsui
- Kep
- Shipu
- Zhenhai
- Lang Son (1re)
- Nui Bop
- Tuyen Quang
- Yu Oc
- Hoa Moc
- Phu Lam Tao
- Bang Bo
- 2e Lang Son
- Pescadores

La campagne des Pescadores est une campagne navale qui a lieu fin mars 1885, à la fin de la guerre franco-chinoise (août 1884–avril 1885).

## Mission
La campagne des Pescadores est destinée à occuper les îles Pescadores, un groupe d'îles stratégiquement important au large de la côte occidentale de Taïwan.

## Situation

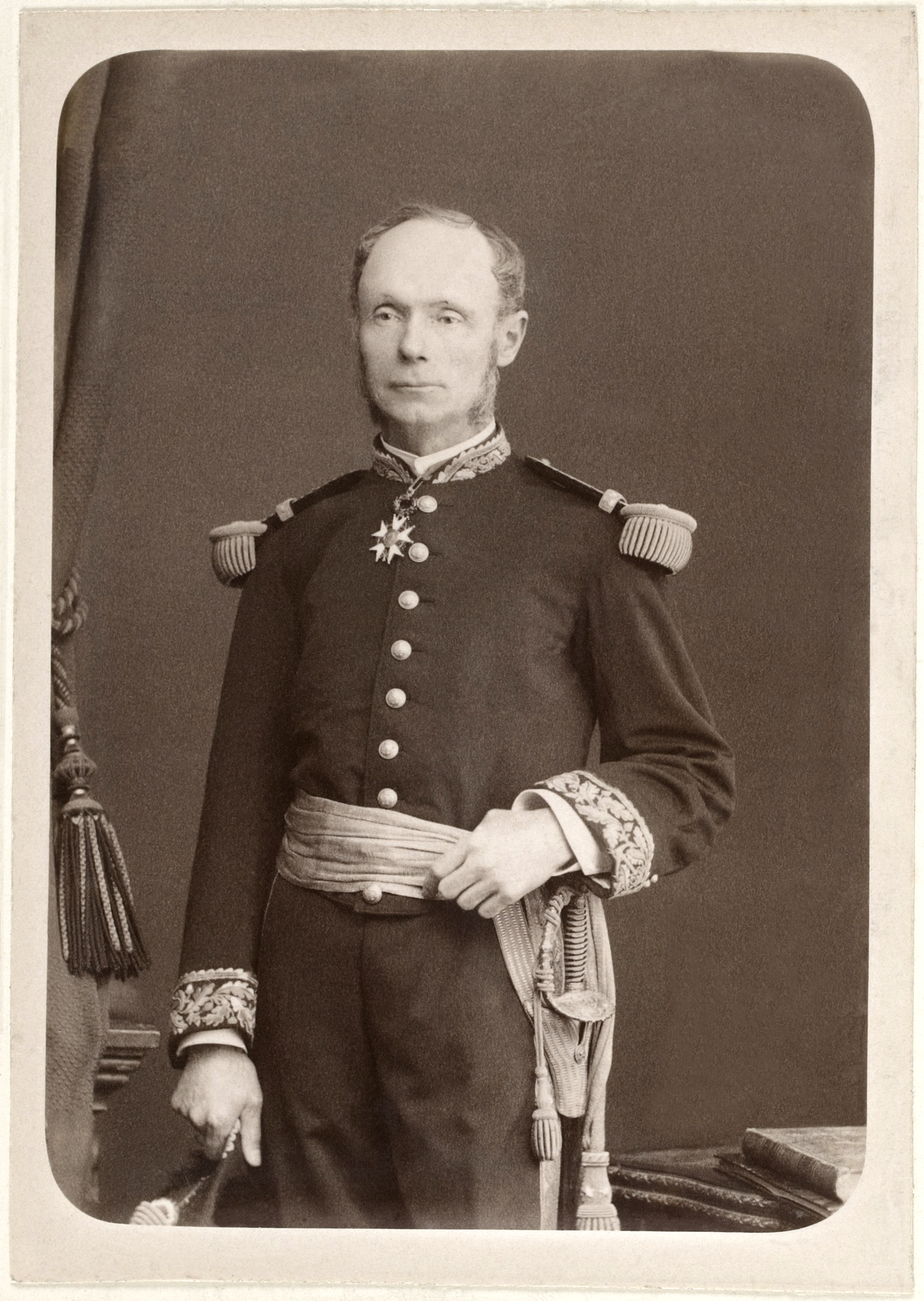
l'amiral Courbet.

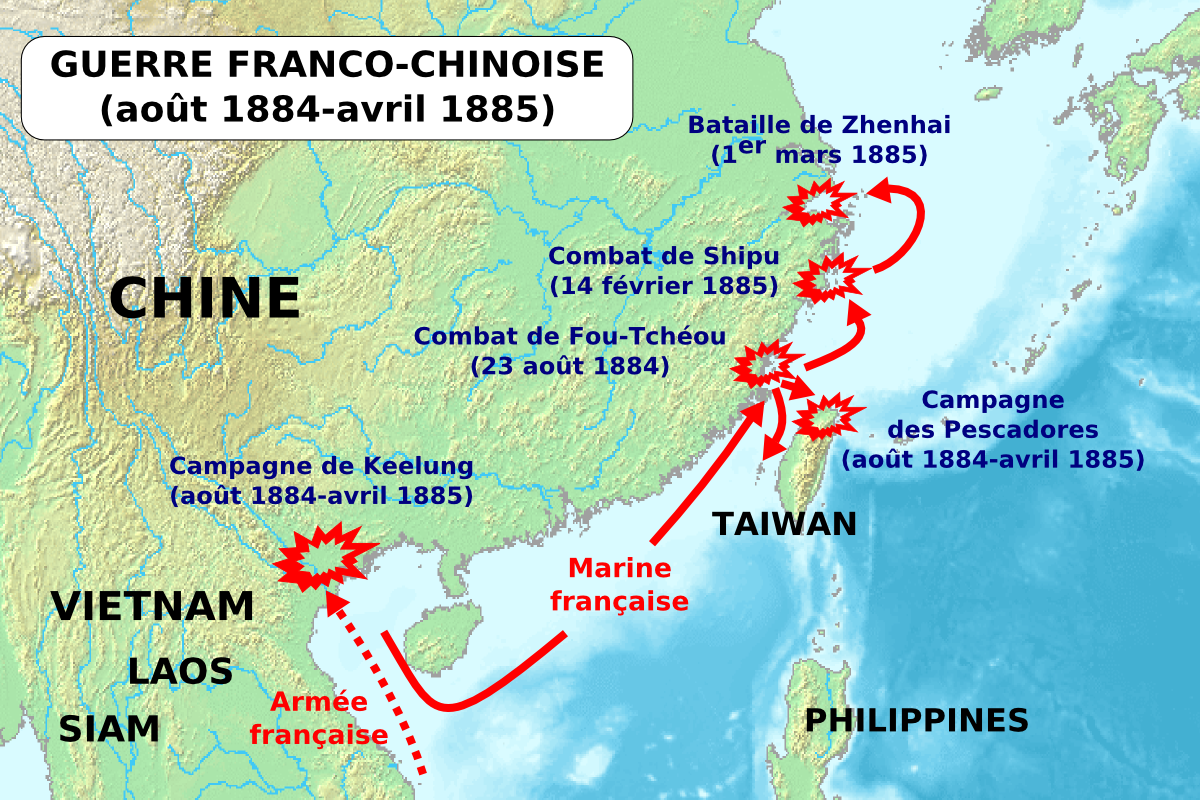
Les différents affrontements qui ont lieu pendant le conflit.

Auparavant, à titre de gage pour l'application des préliminaires de Tianjin (Tien-Tsin), dans l'île de Formose (aujourd'hui Taïwan), l'amiral Courbet s'était emparé des ports de Keelung et de Tam-Sui, ainsi que des mines de houilles qui les avoisinent.

### Prise de Keelung
L'amiral Courbet s'est rendu maître du port de Keelung le 2 octobre 1884 et a proclamé le blocus de l'île de Formose.

### Attaque deTam-Sui
Le 8 octobre 1884, le contre-amiral Lespès tente un débarquement mais ne peut enlever les défenses occupées par 3 000 chinois, commandés par des officiers et des instructeurs allemands. Une autre tentative sera faite le 4 mars 1885, sans plus de succès.

## Exécution

### Forces françaises et chinoises
La flottille de l'amiral Courbet se compose du navire amiral Bayard et de la Triomphante, des croiseurs d'Estaing et Duchaffaut, de la canonnière Vipère et du navire de transport Annamite. Sa troupe de débarquement est constituée d'un bataillon des troupes de marine (400 hommes au lieu d'un effectif habituel de 600 hommes) sous le commandement du chef de bataillon Lange et d'une batterie d'artillerie à deux canons de montagne de 80 millimètres (Lieutenant Lubert).
Les généraux Chou Shan-ch'u et Cheng Ying-chieh  commandent la garnison chinoise des Pescadores, considérablement renforcée au début de 1885 (autour de 2 400 hommes).

### La bataille
Après une incursion sur la côte chinoise (Combat de Shipu), le 29 mars 1885, l'amiral Courbet, à la tête d'une partie de l'escadre d'Extrême-Orient, fait bombarder les défenses côtières chinoises aux alentours de la principale ville de l'archipel, Makung (馬公) située sur l'île P'eng-hu (P'eng-hu tao, 澎湖島) et ordonne le débarquement d'un bataillon d'infanterie de marine qui bat les défenseurs chinois et occupe la ville de Makung le 31 mars,,,.

## Conséquences

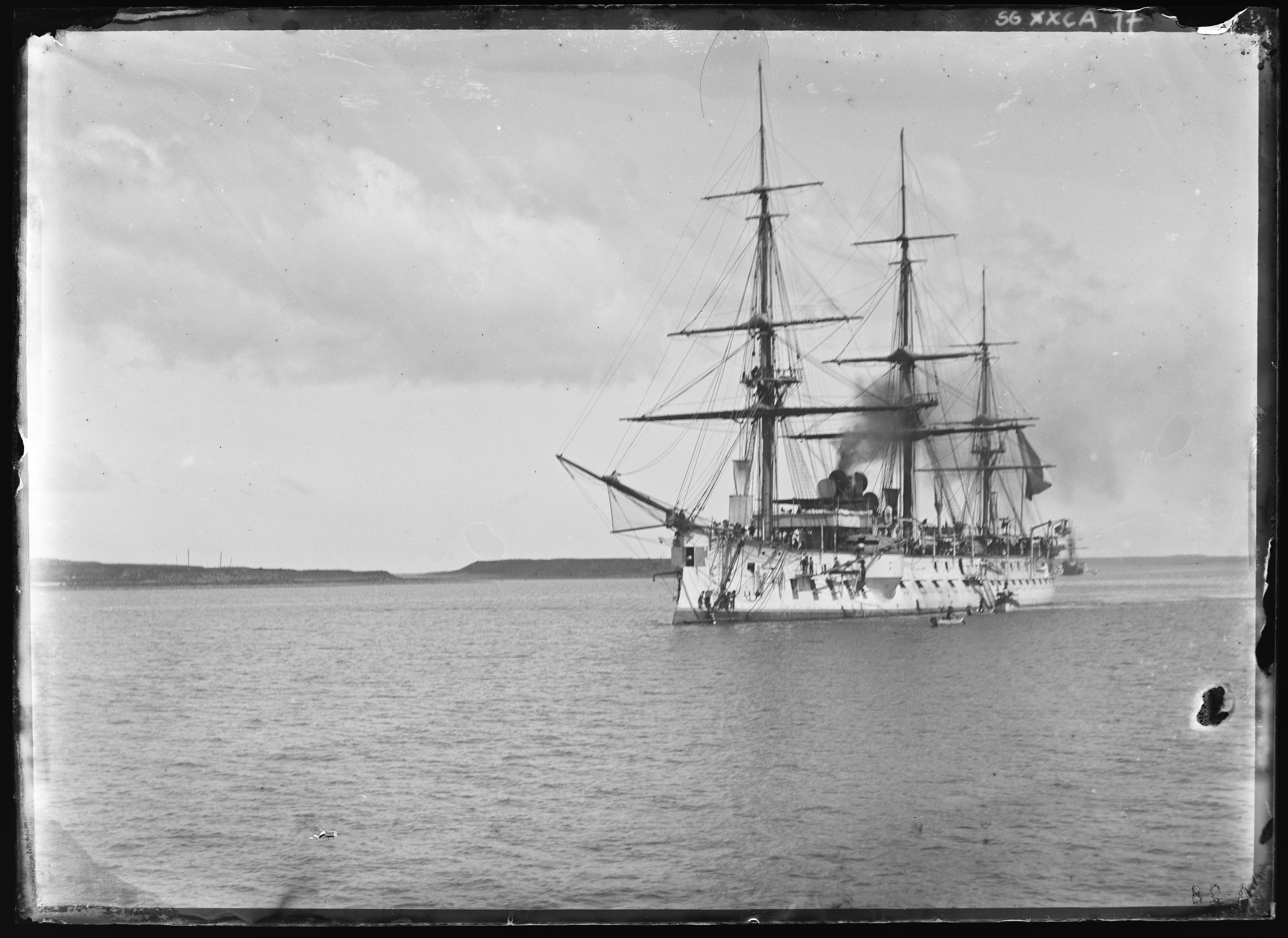
Le Bayard appareillant de Makung pour ramener le cercueil de l'amiral Courbet.

Les îles Pescadores sont occupées par les Français jusqu'en juillet 1885 et l'amiral Courbet, qui est alors considéré comme un héros national en France, il meurt du choléra à bord du Bayard, son navire amiral dans le port de Makung pendant l'occupation.

## Décoration
- « FORMOSE 1885 » est inscrit sur le drapeau des régiments cités lors de cette campagne[7].

### Sources et bibliographie
En français
- Émile Duboc, Trente cinq mois de campagne en Chine, au Tonkin, Paris, 1899
- L. Huard, La guerre du Tonkin, Paris, 1887
- Garnot, L'expédition française de Formose, 1884–1885, Paris, 1894
- Maurice Loir, L'escadre de l'amiral Courbet, Paris, Berger-Levrault, 1886, 324 p. (lire en ligne)
- Maurice Rollet de l'Isle, Au Tonkin et dans les mers de Chine, Paris, 1886 (lire en ligne)
- C. Rouil, Formose : des batailles presque oubliées, Taipei, 2001
- Auguste Thomazi, La conquête de l'Indochine, Paris, 1934
- Rémi Monaque, Une histoire de la marine de guerre française, Paris, éditions Perrin, 2016, 526 p. (ISBN 978-2-262-03715-4)

En anglais
- (en) W. Campbell, Sketches from Formosa, Londres, Edinburgh et New York, 1915
- (en) L. Eastman, Throne and Mandarins: China's Search for a Policy during the Sino-French Controversy, Stanford, 1984

- (en) Cet article est partiellement ou en totalité issu de l’article de Wikipédia en anglais intitulé « Pescadores Campaign » (voir la liste des auteurs).

En chinois
- (zh) Lung Chang [龍章], Yueh-nan yu Chung-fa chan-cheng [越南與中法戰爭, Vietnam and the Sino-French War], Taipei, 1993